# Rose Gray
Rose Gray (nascida em 31 de dezembro de 1996) é uma cantora e compositora inglesa. Ela começou a lançar música em 2019, apresentando vários singles e uma mixtape, Dancing, Drinking, Talking, Thinking (2021), antes de assinar com a PIAS Recordings. Com a gravadora, Gray lançou dois extended plays, Syncronicity (2022) e Higher Than the Sun (2023), e seu álbum de estreia, Louder, Please (2025).

## Vida e carreira
Gray nasceu em 31 de dezembro de 1996 em Highams Park, no bairro londrino de Waltham Forest. Ela tem quatro irmãos. Gray afirmou que seu amor pela música foi inspirado por sua mãe e seu padrasto, ambos atores. Quando criança, seu padrasto a encorajou a trabalhar com ele na música. Enquanto estava na escola, ela começou um relacionamento com o ator Harris Dickinson, que mantém desde então. Na adolescência, assinou contrato com uma gravadora e escreveu mais de 100 músicas para eles. No entanto, rapidamente decidiu sair, mas perdeu todas as suas músicas originais. Ela então se envolveu na vida noturna de Londres e trabalhou brevemente na porta da Fabric. Após um breve período sem fazer música, Gray começou lentamente a lançar singles e a escrever para outros artistas. "Good Life" foi seu single de estreia, em 2019, e fez parte do seu EP independente "Blue, Lately".
Após vários lançamentos de singles, em 2021, Gray lançou sua primeira mixtape, Dancing, Drinking, Talking, Thinking. DIY elogiou Gray pelo projeto e a classificou como "um nome a ser observado". Um ano depois assinou com a PIAS Recordings e lançou um extended play (EP), Synchronicity (2022), seguido por outro EP, Higher Than the Sun (2023). Em 2023, lançou o single "Happiness", além de colaborar com o DJ francês Kungs em "Afraid of Nothing". Ela também foi uma das 11 cantoras selecionadas para participar de "Call Me a Lioness", uma canção gravada em apoio à seleção feminina de futebol da Inglaterra na Copa do Mundo Feminina da FIFA.
Permanecendo envolvida em clubes e na vida noturna, Gray começou a fazer shows em clubes e recebeu uma resposta positiva às suas músicas. Em julho de 2024, lançou "Free" como o primeiro single de seu álbum de estreia, então inédito. Um mês depois lançou o segundo single, "Angel of Satisfaction". Então, em setembro de 2024, ela anunciou que o título de seu primeiro álbum seria Louder, Please, além de lançar "Switch" como o terceiro single do projeto. O disco completo foi lançado em 17 de janeiro de 2025. Ela está programada para fazer sua primeira turnê pelo Reino Unido, promovendo o álbum.

## Discografia

### Álbuns de estúdio
| Título         | Detalhes                                                                                          |
| -------------- | ------------------------------------------------------------------------------------------------- |
| Louder, Please | - Lançado: 17 de janeiro de 2025 - Gravadora: PIAS - Formato: CD, LP, download digital, streaming |

### Extended plays
| Título              | Detalhes                                                                                        |
| ------------------- | ----------------------------------------------------------------------------------------------- |
| Blue, Lately        | - Lançado: 22 de março de 2019 - Gravadora: Independente - Formato: Download digital, streaming |
| Synchronicity       | - Lançado: 12 de julho de 2022 - Gravadora: PIAS - Formato: Download digital, streaming         |
| Higher Than the Sun | - Lançado: 1 de fevereiro de 2023 - Gravadora: PIAS - Formato: Download digital, streaming      |

### Mixtapes
| Título                               | Detalhes                                                                                               |
| ------------------------------------ | --- |
| Dancing, Drinking, Talking, Thinking | - Lançado: 1 de fevereiro de 2020 - Gravadora: On the Blue Line - Formato: Download digital, streaming |

### Singles

#### Como artista principal
| Título                                            | Ano  | Álbum                                |
| ------------------------------------------------- | ---- | ------------------------------------ |
| "Good Life"                                       | 2019 | Blue, Lately                         |
| "Blue"                                            | 2019 | Blue, Lately                         |
| "High Again"                                      | 2019 | Single avulso                        |
| "Same Cloud"                                      | 2020 | Dancing, Drinking, Talking, Thinking |
| "Nothing Can Stop Us"                             | 2020 | Dancing, Drinking, Talking, Thinking |
| "Save Your Tears"                                 | 2020 | Dancing, Drinking, Talking, Thinking |
| "Last Song"                                       | 2022 | Synchronicity                        |
| "Prettier Than You"                               | 2022 | Higher Than the Sun                  |
| "Promise Me"                                      | 2022 | Higher Than the Sun                  |
| "Happiness"                                       | 2023 | Singles avulsos                      |
| "Afraid of Nothing" (com a participação de Kungs) | 2023 | Singles avulsos                      |
| "Free"                                            | 2024 | Louder, Please                       |
| "Angel of Satisfaction"                           | 2024 | Louder, Please                       |
| "Switch"                                          | 2024 | Louder, Please                       |
| "Wet & Wild"                                      | 2024 | Louder, Please                       |
| "Party People"                                    | 2024 | Louder, Please                       |
| "Everything Changes (But I Won't)"                | 2025 | Louder, Please                       |

#### Como artista em destaque
| Título | Ano  | Álbum           |
| --- | ---- | --------------- |
| "Call Me a Lioness" (Hope FC com Olivia Dean, Melanie C, Al Greenwood, Self Esteem, Ellie Rowsell, Marika Hackman, Rachel Chinouriri, Shura, Jasmine Jetwa, Rose Gray e Highlyy) | 2023 | Singles avulsos |
| "The Touch" (Clipz com Rose Gray) | 2024 | Singles avulsos |
| "Tidal" (Ben Hemsley e Ferry Corsten com Rose Gray) | 2024 | Inner Untitled  |